# Norman Raeben
Norman Raeben (* 1901 im Russischen Kaiserreich; † 12. Dezember 1978) war ein US-amerikanischer Maler. 
Er war das jüngste von sechs Kindern des jiddischsprachigen Schriftstellers Scholem Alejchem, dessen berühmteste Figur Tewje der Milchmann die Vorlage für das Musical Anatevka lieferte. Der Künstlername Raeben beruht wahrscheinlich auf seinem Familiennamen Rabinowitsch.
Raeben übersiedelte 1914 mit seiner Familie nach New York City. Er studierte Malerei bei Robert Henri, George Luks und John French Sloan, die alle zur Ashcan School gehörten. Sein Studio befindet sich im 11. Stock der Carnegie Hall.
Zu seinen bekanntesten Schülern gehören Bob Dylan, Bernice Sokol Kramer, Carolyn Schlam und Rosalyn Jacobs.

## Weblink
- über Raebens Einfluss auf Bob Dylan (Memento vom 7. Oktober 2001 im Internet Archive)

| Personendaten    | Personendaten           |
| ---------------- | ----------------------- |
| NAME             | Raeben, Norman          |
| KURZBESCHREIBUNG | US-amerikanischer Maler |
| GEBURTSDATUM     | 1901                    |
| GEBURTSORT       | Russisches Kaiserreich  |
| STERBEDATUM      | 12. Dezember 1978       |